# Elecciones estatales en Hidalgo de 2010
Las elecciones estatales de Hidalgo de 2010 se llevaron a cabo el domingo 4 de julio de 2010, y en ellas se renovaron los siguientes cargos de elección popular en el estado de Hidalgo:
- Gobernador de Hidalgo. Titular del Poder Ejecutivo del estado, electo para un periodo extraordinario de cinco años y cinco meses no reelegibles en ningún caso debido a la reforma político electoral estatal del año 2009.[1] El candidato electo fue Francisco Olvera Ruiz.
- 30 Diputados al Congreso del Estado. 18 Electos por mayoría relativa en cada uno de los Distrito Electorales y 12 electos bajo el principio de Representación Proporcional.

Francisco Olvera Ruiz de la coalición "Unidos Contigo", resultó elegido en el proceso electoral, recibiendo la constancia de mayoría y consiguiente nombramiento como gobernador electo el 11 de julio de 2010.
El día 17 de julio de 2010, la coalición "Hidalgo nos Une" interpuso formalmente un recurso de inconformidad al proceso electoral, en el que se busca impugnar las elecciones y que se revoque la constancia de mayoría al candidato ganador.
El Tribunal Electoral del Estado de Hidalgo, el día 19 de agosto de 2010 confirmó la entrega de la constancia de mayoría a Francisco Olvera, y resolvió de forma unánime los 15 juicios de inconformidad de la alianza opositora. Tras el análisis de las pruebas presentadas por las partes involucradas, el Tribunal decidió anular la votación en 32 casillas lo que significó un ajuste en la cantidad de votos; la nueva cifra de votos es de 876 mil 165. Hidalgo nos Une, logró llevarse 394 mil 49 votos, mientras que Unidos Contigo recibió 438 mil 094. Los distritos donde se anularon las 32 casillas fueron en Tulancingo de Bravo, Tula de Allende, Tepeji del Río de Ocampo, Huichapan, Zimapán, Tizayuca, Huejutla de Reyes, Actopan, Molango de Escamilla e Ixmiquilpan.

## Elecciones internas de los partidos políticos

### Partido Acción Nacional
El 17 de julio de 2007, con casi tres años de anticipación, la excomisionada para el Desarrollo de los Pueblos Indígenas en el gobierno de Vicente Fox, Xóchitl Gálvez, anunció su intención de ser candidata a la gubernatura de Hidalgo; manifestando en ese momento la dirigencia estatal del PAN su interés en postularla como su candidata. Tras la reforma electoral que modificó la fecha de las elecciones al 4 de julio de 2010, el 5 de octubre de 2009 el PAN reconoció que mantenía negociaciones con Xóchitl Gálvez para su posible postulación como candidata; el 28 de octubre, la propia Xóchitl Gálvez anunció su interés por ser postulada, como parte de una coalición opositora que podría formar el PAN, el PRD y Convergencia.

### Partido Revolucionario Institucional-Nueva Alianza- PVEM
El 2 de enero de 2010, Omar Fayad anunció su intención de participar en la elección del candidato del PRI a Gobernador. El 6 de abril se registraron como precandidatos Francisco Olvera Ruiz y José Antonio Rojo García de Alba.

### Partido de la Revolución Democrática
El PRD ha anunciado su interés en conformar una coalición opositora con Convergencia y con el PAN para participar en el proceso electoral de 2010, anunciando que para elegir al candidato de dicha coalición se realizarán encuestas entre los postulantes, José Guadarrama Márquez, Francisco Xavier Berganza y Xóchitl Gálvez. A los cuales se suomó el exdiputado federal Miguel Ángel Peña Sánchez.
El 21 de noviembre el presidente del Senado, Carlos Navarrete Ruiz, se pronunció por una posible candidatura de José Guadarrama Márquez a la gubernatura.

## Encuestas preelectorales
| Encuestadora                                 | Fuente | Fecha               | Gálvez | Olvera | Bergamza | NS/NC |
| -------------------------------------------- | ------ | ------------------- | ------ | ------ | -------- | ----- |
| Consulta Mitofsky                            | [ 18 ] | 25 de abril de 2010 | 30.7   | 30.5   |          | 18.8  |
| Gabinete de Comunicación Estratégica-Milenio | [ 19 ] | 28 de abril de 2010 | 22.0   | 26.0   | 3.6      | 26.0  |
| Consulta Mitofsky                            | [ 20 ] | 1 de junio de 2010  | 35.4   | 32.6   |          | 12.0  |
| Gabinete de Comunicación Estratégica-Milenio | [ 21 ] | 1 de junio de 2010  | 23.2   | 49.1   |          | 27.7  |
| Consulta Mitofsky                            | [ 22 ] | 21 de junio de 2010 | 32.8   | 29.3   |          | 17.9  |
| Votia, Sistemas de Información               | [ 23 ] | 23 de junio de 2010 | 38     | 32     |          | 20    |
| Gabinete de Comunicación Estratégica-Milenio | [ 24 ] | 24 de junio de 2010 | 30.2   | 30.5   |          |       |

## Resultados

### Diputados
| Distrito                                  | Partido/Coalición Ganador                |
| ----------------------------------------- | ---------------------------------------- |
| I Distrito Electoral Local de Hidalgo     | Hidalgo nos Une (PAN, PRD, Convergencia) |
| II Distrito Electoral Local de Hidalgo    | Hidalgo nos Une (PAN, PRD, Convergencia) |
| III Distrito Electoral Local de Hidalgo   | Unidos Contigo (PRI, PVEM, PANAL)        |
| IV Distrito Electoral Local de Hidalgo    | Unidos Contigo (PRI, PVEM, PANAL)        |
| V Distrito Electoral Local de Hidalgo     | Unidos Contigo (PRI, PVEM, PANAL)        |
| VI Distrito Electoral Local de Hidalgo    | Unidos Contigo (PRI, PVEM, PANAL)        |
| VII Distrito Electoral Local de Hidalgo   | Unidos Contigo (PRI, PVEM, PANAL)        |
| VIII Distrito Electoral Local de Hidalgo  | PRI                                      |
| IX Distrito Electoral Local de Hidalgo    | Unidos Contigo (PRI, PVEM, PANAL)        |
| X Distrito Electoral Local de Hidalgo     | PRI                                      |
| XI Distrito Electoral Local de Hidalgo    | Unidos Contigo (PRI, PVEM, PANAL)        |
| XII Distrito Electoral Local de Hidalgo   | Unidos Contigo (PRI, PVEM, PANAL)        |
| XIII Distrito Electoral Local de Hidalgo  | Unidos Contigo (PRI, PVEM, PANAL)        |
| XIV Distrito Electoral Local de Hidalgo   | Unidos Contigo (PRI, PVEM, PANAL)        |
| XV Distrito Electoral Local de Hidalgo    | PRI                                      |
| XVI Distrito Electoral Local de Hidalgo   | PRI                                      |
| XVII Distrito Electoral Local de Hidalgo  | Hidalgo nos Une (PAN, PRD, Convergencia) |
| XVIII Distrito Electoral Local de Hidalgo | Unidos Contigo (PRI, PVEM, PANAL)        |

### Reparto de coaliciones
| Coalición                                 | Total | Para el PAN | Para el PRD | Para Convergencia |
| ----------------------------------------- | ----- | ----------- | ----------- | ----------------- |
| Hidalgo nos une (PAN, PRD y Convergencia) | 3     | 1           | 2           | 0                 |

| Coalición                          | Total | Para el PRI | Para PVEM | PANAL |
| ---------------------------------- | ----- | ----------- | --------- | ----- |
| Unidos Contigo (PRI, PVEM y PANAL) | 11    | 7           | 0         | 4     |

### Congreso
Composición por fracción parlamentaria para la LXI legislatura del Congreso del Estado de Hidalgo (2010 - 2013).
| Partido/Coalición                    | Mayoría relativa | Proporcional | Total |
| ------------------------------------ | ---------------- | ------------ | ----- |
| Partido Acción Nacional              | 1                | 2            | 3     |
| Partido Revolucionario Institucional | 11(1)            | 3            | 14    |
| Partido de la Revolución Democrática | 2                | 2            | 4     |
| Partido del Trabajo                  | 0                | 1            | 1     |
| Partido Verde Ecologista de México   | 0                | 1            | 1     |
| Nueva Alianza                        | 4                | 2            | 6     |
| Convergencia                         | 0                | 1            | 1     |
| Total                                | 18               | 12           | 30    |

1. 7 diputados obtenidos tras el reparto de la coalición Unidos Contigo además de 4 diputados electos en los distritos XVIII, X, XV y XVI.